# العقم (ذمار)
العقم هي إحدى قرى الجمهورية اليمنية. وهي تتبع جغرافيًا لمحافظة ذمار. وإداريًا لمديرية الحداء. يبلغ تعداد سكانها 1211 نسمة حسب الإحصاء الذي جرى عام 2004.